# Aspelta aper
Aspelta aper är en hjuldjursart som först beskrevs av Harry K. Harring 1913.  Aspelta aper ingår i släktet Aspelta och familjen Dicranophoridae. Arten är reproducerande i Sverige. Inga underarter finns listade i Catalogue of Life.